# Sire唱片
Sire唱片公司（Sire Records）是一間美國唱片公司，為華納音樂集團旗下的唱片公司。其合約藝員的行銷工作由華納兄弟唱片公司負責。

## 歷史
唱片公司於1966年由西摩·斯坦和理查德·格特勒創立，名為Sire Productions，兩人總共為公司投資了一萬美元。 創立初時的行銷工作由London Records負責，後來於1977年轉換至由華納兄弟唱片公司負責。1978年，Sire Records被華納集團收購。1980年代，Sire成為北美主要主流藝人的唱片公司，包括瑪丹娜（Madonna）（ 旗下最成功的藝人 ）、Ice-T、潮流尖端、Echo & the Bunnymen、The Pretenders及治療樂隊。1990年代，Sire仍然是一間成功的唱片公司，並與席尔、凱蒂蓮、湯米·佩吉及Ministry簽訂合約。

## 現任旗下藝員
- Blu
- Delta Rae
- D.R.U.G.S.
- Jack's Mannequin
- Kyary Pamyu Pamyu（北美部份）[2]
- Lights
- Never Shout Never
- The Ready Set
- Regina Spektor
- 埃文·陶本菲德（Evan Taubenfeld）
- 泰根與莎拉
- The Veronicas

## 引用出處
1. ↑  . Clashmusic.com.   [March 22, 2011]. （原始内容存档于2013-10-22）.
2. ↑  . 2013-04-09  [2013-05-02]. （原始内容存档于2013-04-14）.

## 外部連結
- 官方网站
- BSN Pubs - Sire唱片公司所發行的專輯（页面存档备份，存于）
- Discogs - Sire唱片公司的發行記錄（页面存档备份，存于）